# Kallipolis (Sicilia)
Kallipolis (greco: "bella città", italianizzata in Callipoli o Gallipoli) era una colonia greca della Sicilia, oggi non più identificabile.

## Storia
Nel VII secolo a.C. coloni calcidesi provenienti dalla vicina Naxos fondarono la città. Dell'antica città nulla si sa oltre al fatto della sua esistenza e della sua presunta distruzione nel 403 a.C. assieme a Naxos ad opera del tiranno siracusano Dionisio I.
Dell'esistenza di Callipoli sappiamo da Erodoto (7, 154), quando lo storico racconta dell'operato di Ippocrate di Gela, che conquistò la città nell'ambito di una vasta politica di conquista realizzata nella Sicilia orientale, nella quale si sarebbe messo in mostra il futuro tiranno Gelone.
Non sono stati rinvenuti reperti che permettano una precisa localizzazione dell'insediamento greco.
Questo doveva presumibilmente collocarsi nella zona dell'odierna Giarre, in quanto si trattava del luogo più appropriato dove fondare un insediamento, per la vicinanza di un corso d'acqua (corrispondente all'odierno torrente Macchia) e del mare, e per la presenza di una vasta area boschiva (detto dai Romani Lucus Jovis, poi Bosco d'Aci). Le altre possibili collocazioni della città di Kallipolis sono più improbabili, essendo all'epoca l'area a nord di Giarre prevalentemente acquitrinosa e quella a sud ricoperta da una fitta boscaglia.
Recenti ritrovamenti hanno fatto ipotizzare che Kallipolis possa invece trovarsi nell'entroterra della Valle dell'Alcantara, sotto l'odierna Francavilla di Sicilia. Tali ritrovamenti, infatti, sono numerosi e testimoniano le attività quotidiane che si svolgevano intorno al fiume Alcantara, ma potrebbero riferirsi ad altro insediamento: è noto, infatti, che all'atto dell'invasione greca i Siculi che abitavano l'area di Naxos fuggirono sulle zone montuose e, tra queste, anche l'area dell'odierna Francavilla: di qui nacque un abitato, ma non potrebbe essere Kallipolis, che, invece, fu fondata dagli abitanti di Naxos come loro subcolonia. Resta preferibile, pertanto, individuare il sito di Kallipolis nei pressi di Giarre, dove in passato, ed anche in tempi recenti, vi sono stati numerosi ritrovamenti di materiale fittile, monete e altro. Sono state rinvenute tracce, nell'area di Giarre, anche di un insediamento di età romana.
Secondo altre speculazioni, Kallipolis sarebbe sorta nei pressi dell'attuale Gallodoro.